# カルバラー・スポーツ・シティ
カルバラー・オリンピック・スタジアム（英語: Karbala Olympic Stadium、アラビア語: مدينة كربلاء الرياضية）はイラクのカルバラーにあるサッカー専用スタジアム。地元カルバラーがホームスタジアムとして利用している。こけら落としは2016年5月12日のカルバラー対イラク代表。試合は0-0の引き分けだった。